# تدهور الصحة

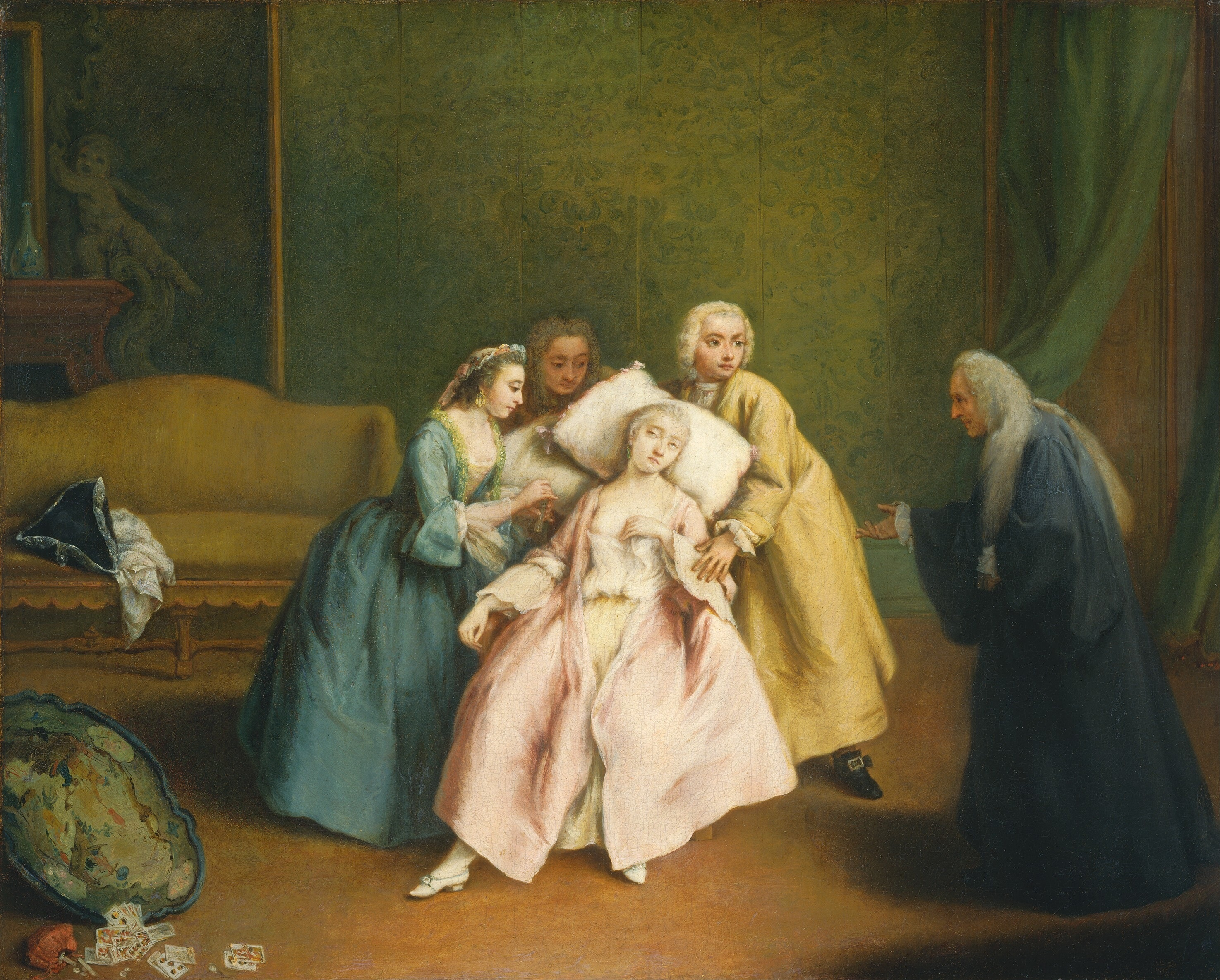

تدهور الصحة أو الانهيار الصحي (بالإنجليزية: collapse)‏ هو فقدان مفاجئ وغير متوقع لصحة وضع الجسم وحالته (الشعور بالضعف)؛غالبًا ما يصاحب هذه الحالة فقدان للوعي لكن ليس بالضرورة أن يحصل فقدان الوعي.
إذا كانت الحالة مصحوبة بفقدان للوعي فإن مصطلح الإغماء أو الغشيان (بالإنجليزية: syncope)‏ يستعمل في مثل هذه الحالات.الاسباب الرئيسة لحالة تدهور الصحة أو الانهيار الصحي هي قلبية (على سبيل المثال:النبض غير المنتظم للقلب،انخفاض ضغط الدم) ،أو قد تكون بسبب نوبات مرضية (بالإنجليزية: seizures)‏ أو لأسباب فسيولوجية .الأداة الرئيسية لتمييز أسباب هذه الحالة هي أخذ تاريخ المرض والسجل المرضي (بالإنجليزية: history)‏ بدقة من المريض أو الشهود الممكن تواجدهم في موقع الحادثة ويجب الاهتمام عند أخذ السجل المرضي بالأحداث التي وقعت قبل وأثناء وبعد حالة الانهيار الصحي وتدهور الصحة.هناك تدابير وإجراءات أخرى قد تتخذ أو تؤدى للتأكيد على تشخيص حالة الانهيار الصحي وتدهور الصحة، لكن العديد من هذه الإجراءات تكون ثمرتها ونتائجها طفيفة ويسيرة.